# Jan Kozák (cestista)
Jan Kozák (Brno, 5 luglio 1929 – Ostrava, 3 ottobre 2016) è stato un cestista e allenatore di pallacanestro cecoslovacco, dal 1993 ceco.

## Biografia
Morì lunedì 3 ottobre 2016 all'età di 87 anni.

## Carriera
Da giocatore partecipò a due edizioni dei Giochi olimpici (Londra 1948 e Helsinki 1952) e 113 presenze totali con la maglia della Cecoslovacchia. Vinse tre volte la medaglia d'argento ai FIBA EuroBasket: 1947, 1951 e 1955.
Da allenatore, guidò diverse squadre della Repubblica Ceca, oltre all'Al Sohaida in Kuwait.

## Palmarès

### Giocatore
- Campionato cecoslovacco: 9

Sokol Brno I: 1945-46, 1946-47, 1947-48, 1948-49, 1949-50, 1950-51, 1951
Slavia Brno: 1952, 1953

### Allenatore
- Campionato cecoslovacco: 1

Zbrojovka Brno: 1989-90